# Number 1’s (DVD)
#1’s — шестой DVD/video релиз Мэрайи Кэри. На диске представлена коллекция музыкальных видеоклипов на песни, которые заняли первые места в чарте США — «Billboard Hot 100». DVD был выпущен 14 декабря 1999 года.
За год до релиза DVD, Мэрайя выпустила сборник суперхитов «#1’s», в список песен которого входили 13 её синглов #1 того времени. DVD с таким же названием был основан на этом альбоме, но ко времени его выпуска, у Мэрайи уже был четырнадцатый сингл США #1 — «Heartbreaker» из её последнего альбома — «Rainbow». Видео этого сингла и ремикс (как бонус-трек) были включены в список DVD-сборника. Интересно, что в течение месяца с даты релиза DVD, Мэрайя заработала свой пятнадцатый сингл номер один — «Thank God I Found You».
DVD не включает официальные видео песен «Vision of Love», «Love Takes Time» и «Someday», поскольку Мэрайя часто критиковала эти клипы. Они заменены выступлениями на «живых концертах», отобранными из предыдущих DVD/видео выпусков.

## Список композиций
1. «Heartbreaker»
2. «My All»
3. «Honey»
4. «Always Be My Baby»
5. «One Sweet Day»
6. «Fantasy» (при участии ODB)
7. «Hero»
8. «Dreamlover»
9. «I'll Be There» (при участии Trey Lorenz)
10. «Emotions»
11. «I Don't Wanna Cry»
12. «Someday» (Живое выступление из MTV Unplugged +3)
13. «Love Takes Time» (Живое выступление из Here Is Mariah Carey)
14. «Vision of Love» (Живое выступление из Fantasy: Mariah Carey at Madison Square Garden)

Бонус-трек: «Heartbreaker (Remix)» (при участии Da Brat и Мисси Эллиот)

## Позиции в чартах
| Чарт                           | Высшая позиция |
| ------------------------------ | -------------- |
| French Music DVD Chart         |                |
| US Music Video DVD (Billboard) | 15             |

## Сертификации
| Регион | Сертификация | Продажи  |
| --- | ------------ | -------- |
| Франция (SNEP) | Платиновый   | 20 000*  |
| США (RIAA) | Платиновый   | 100 000^ |
| * Данные о продажах приведены только на основе сертификации. ^ Данные о тиражах приведены только на основе сертификации. |              |          |